# Романківці (станція)
Рома́нківці — проміжна залізнична станція Івано-Франківської дирекції Львівської залізниці на неелектрифікованій лінії Кельменці — Сокиряни між станціями Васкауци (11 км) та Сокиряни (12 км). Розташована при станційному селищі біля села Романківці Дністровського району Чернівецької області.

## Історія
Станція відкрита 1893 року, під час будівництва лінії Чернівці — Ларга — Окниця.
До 1990-х років через станцію курсували поїзди міжнародного сполучення № 101/102 Івано-Франківськ — Москва та № 59/60 Москва — Софія, які прямували територією Молдови.

## Пасажирське сполучення
До 18 березня 2020 року до/від станції Романківці курсували приміські поїзди сполученням Чернівці — Ларга — Сокиряни. Наразі пасажирське сполучення зі станцією припинено на невизначений термін.